# Weßmar

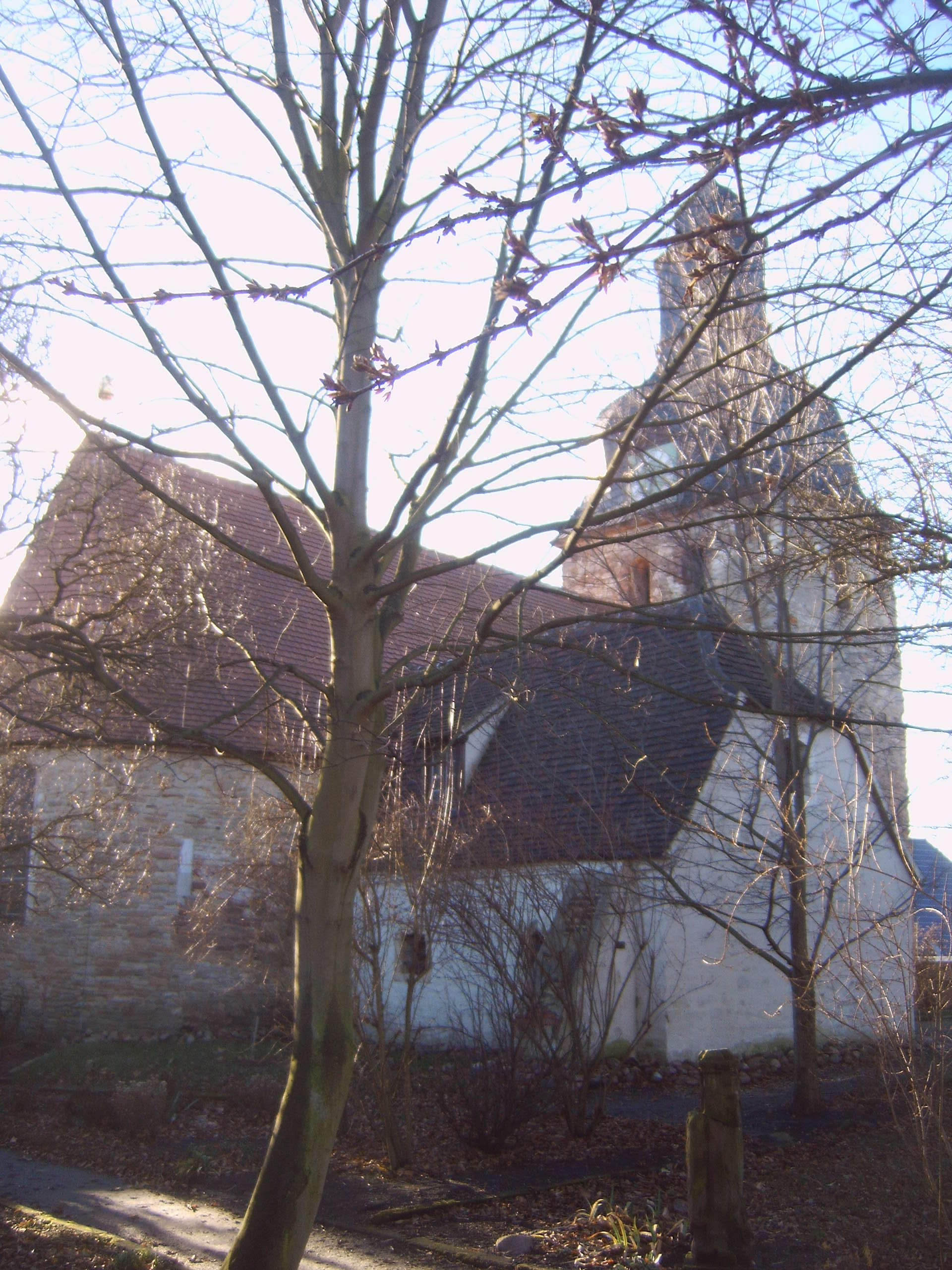
St.-Michaelis-Kirche

Weßmar ist ein Ortsteil des Dorfes Raßnitz, welches seinerseits zur Gemeinde Schkopau in Sachsen-Anhalt gehört.

## Geografische Lage
Weßmar ist der östlichste Teil des Dorfes Raßnitz. Direkt südlich der Ortslage fließt die Weiße Elster. Der Ort liegt in einer Höhe von 98 m über Normalnull. Benachbarte Ortsteile sind im Nordosten Röglitz und im Osten Oberthau.

## Geschichte
Weßmar gehörte bis 1815 zum hochstiftlich-merseburgischen Amt Schkeuditz, das seit 1561 unter kursächsischer Hoheit stand und zwischen 1656/57 und 1738 zum Sekundogenitur-Fürstentum Sachsen-Merseburg gehörte. Durch die Beschlüsse des Wiener Kongresses kam der Ort im Jahr 1815 zu Preußen und wurde 1816 dem Kreis Merseburg im 
Regierungsbezirk Merseburg der Provinz Sachsen zugeteilt, zu dem er bis 1952 gehörte. 1910 hatten in Weßmar 302 und im dazugehörigen Gutsbezirk weitere 79 Personen und somit insgesamt 381 Menschen gelebt. 1933 zählte der Ort 372, 1939 321 Einwohner.
Bis 1950 war Weßmar eine selbständige Gemeinde, wurde dann jedoch am 1. Juli 1950 in das nur wenig weiter westlich gelegene Raßnitz eingemeindet. Bei der Kreisreform in der DDR kam der Ort im Jahr 1952 zum Kreis Merseburg im Bezirk Halle, der 1994 im Landkreis Merseburg-Querfurt und 2007 zum Saalekreis kam. Am 1. August 2004 wurde Weßmar wie ganz Raßnitz nach Schkopau eingemeindet.
Die in der Dorfmitte befindliche evangelische spätgotische, im Barock umgestaltete, Kirche St. Michaelis ist die einzige Kirche in Raßnitz.

## Söhne und Töchter des Ortes
1947 wurde Werner Stiller geboren, der als Oberleutnant der Hauptverwaltung A 1979 in den Westen flüchtete und so zur zentralen Figur einer der spektakulärsten Spionage-Affären im Kalten Krieg wurde.